# Cis orius
Cis orius là một loài bọ cánh cứng trong họ Ciidae. Loài này được Kompantsev miêu tả khoa học năm 1996.